# 宋寅 (明朝)
宋寅（1475年—？年），字惟清，四川叙州府富順縣人，軍籍。

## 生平
四月初二日生，行一，治《書經》，由國子生中式四川鄉試第五十六名舉人，年三十七歲中式正德六年辛未科會試第一百八十五名，第三甲第四十六名進士。

## 家族
曾祖宋永真；祖宋萬方；父宋公用；母羅氏。慈侍下，妻陳氏，弟宣；寬。